# Наука и технологии в Израиле
Наука и технологии в Израиле являются одними из наиболее развитых отраслей страны. Процент израильтян, занимающихся научно-технической деятельностью, и суммы расходов на исследования и разработки по отношению к валовому внутреннему продукту (ВВП), являются одними из самых высоких в мире (расходы на научные исследования в Израиле составляют около 3 % ВНП). Израиль занимает четвёртое место в мире в сфере научной деятельности, которая измеряется количеством опубликованных научных работ на миллион граждан.
Израильские ученые внесли свой вклад в развитие сельского хозяйства, компьютерных наук, электроники, генетики, медицины, оптики, солнечной энергии и различных областей техники. Израиль является домом для крупных игроков в отрасли высоких технологий и обладает одной из самых технологически грамотных групп населения в мире. В 1998 году Тель-Авив был назван журналом Newsweek одним из десяти наиболее технологически развитых городов в мире.

## Высшее образование
Формирование университетов и других научных учреждений было начато задолго до провозглашения государственного суверенитета. Первым научным учреждением открытым в Эрец-Исраэль была высшая сельскохозяйственная школа Микве Исраэль, основанная в 1870 году.
В 1910-х годах были заложены два из ныне действующих крупнейших научных учреждений: политехнический институт в Хайфе, ныне Технион (1912; открыт в 1924 году, ныне один из самых известных в мире технических ВУЗов) и Еврейский университет в Иерусалиме (1918; открыт в 1925 году). Еврейский Университет в Иерусалиме — старейший университет Израиля, место расположения Еврейской Национальной и Университетской библиотеки, крупнейшего в мире хранилища книг по еврейской тематике.
В 1921 году была основана сельскохозяйственная станция в Тель-Авиве, преобразованная впоследствии в Сельскохозяйственный научно-исследовательский институт. В 1920-х годах были основаны и ряда научных обществ и ассоциаций.
В январе 1949 года, сразу после окончания Войны за независимость, первое израильское правительство создало Научный совет, который учредил Геологическое управление (1949), Национальную физическую лабораторию (1950), Комиссию по атомной энергии (1952), Институт волокна (1953), Негевский институт засушливых районов (1958).
В 1953 году после принятия соответствующего закона Кнессетом на базе Иерусалимского университета была открыта Академия языка иврит, которая является организацией-регулятором иврита. Только Академии иврита принадлежит право устанавливать грамматические, лексические и терминологические нормы языка иврит, включая разработку и официальное утверждение неологизмов. Нормативные постановления Академии публикуются в официальном сборнике государственных актов (т. н. «Решумот» ивр. רשומות) и обязательны к использованию органами государственной и местной власти, государственными научными и образовательными учреждениями, включая управление телерадиовещания.
В 1955 году был открыт университет Бар-Илан, в 1956 г. — Тель-Авивский университет.
В 1960-х годах в Израиле были открыты ещё два академических института — Университет имени Д. Бен-Гуриона в Негеве (Беер-Шева, 1965) и Хайфский университет (1962). В 1961 году была учреждена специальным постановлением кнессета Израильская академия наук. В 1974 году был основан Открытый университет Израиля.
Израильские университеты спонсируются государством. Все израильские университеты, созданные до конца 1960-х годах, основаны на так называемой гумбольдтианской модели немецких университетов. В системе израильского высшего образования существует три академические степени: бакалавр, магистр и доктор.
В 2006 году Еврейский Университет занимал 60 и 119 место в мировом рейтинге лучших университетов.
Другие университеты страны:
- Институт Вейцмана
- Ариэльский университет

Число жителей Израиля, получающих высшее образование составляет 34 % населения (~30 место). Израиль занимает первое место в мире по числу инженеров, учёных и научных публикаций на душу населения. Продолжавшийся все 1990-е годы приток иммигрантов из бывшего СССР (40 % которых имели диплом об окончании высшего учебного заведения) помог подняться израильскому сектору высоких технологий. Обладая скудными водными ресурсами, Израиль располагает развитыми водосберегающими технологиями, включая капельное орошение, изобретённое в Израиле. Израиль также является одним из лидеров в использовании солнечной энергии на душу населения.

## Нобелевские лауреаты
Четыре гражданина Израиля стали лауреатами Нобелевской премии в научных дисциплинах и он занимает первое место в мире по числу научных публикаций на душу населения.
Израиль имеет самое большое в мире количество учёных, научных работ и зарегистрированных патентов на душу населения.

## Космическая программа Израиля
Ещё в 1970 годах Израиль начал создавать инфраструктуру, необходимую для исследований и разработок в области космонавтики. В апреле 1983 года тогдашний министр науки и технологий, профессор Юваль Нееман, объявил о создании агентства, которое будет координировать и управлять национальной космической программой. Уже в 1988 году Израиль запустил свой первый спутник серии Ofeq «Офек-1» с космодрома Пальмахим (ивр. פלמחים‎), став тем самым одной из восьми стран, способных самостоятельно производить и запускать спутники. Израиль обладает собственной ракетой-носителем Шавит. Бюджет израильской космической программы составляет всего 1 миллион долларов США, без учёта фондов инвестированных в проект «Венус» (около 7 миллионов долларов) из примерно 70 миллионов, выделяемых ежегодно для израильской военной программы. Коммерческие космические проекты финансируются из других источников.
Все израильские спутники-шпионы серии «Офек» были выведены на орбиту израильской ракетой-носителем с израильского полигона «Пальмахим». Однако, некоторые спутники других серий были выведены на орбиту с помощью иностранных ракет-носителей и с иностранных космодромов; к примеру, спутник двойного назначения «Эрос-2» был запущен в 2000 году с космодрома «Свободный» с помощью ракеты-носителя «Старт-1».
В 1998 году студенты Техниона создают космический микроспутник Gurwin-II TechSat, запущенный 11 июля того же года ракетой Зенит-2 с космодрома Байконур. Таким образом Технион становится одним из 5 учебных заведений в мире, на базе которого студенты спроектировали искусственный спутник.
В 2003 году Илан Рамон стал первым израильтянином, побывавшим в космосе. Он был членом экипажа разбившегося шаттла «Колумбия».

## Ядерная программа Израиля
- Часть атомных объектов Израиля не находятся под контролем МАГАТЭ.
- Израиль не присоединился к «Договору о нераспространении ядерного оружия».

Вопросами ядерной программы Израиля занимается созданная в 1952 году Израильская Атомная Энергетическая Комиссия (ИАЭК).
С начала 1960-х действуют Ядерный исследовательский центр «Нахаль Сорек» и Ядерный исследовательский центр в Димоне.
По различным оценкам, в 2006 году в арсенале Израиля имеется около 200 ядерных зарядов. Так, по мнению экс-президента США Джимми Картера, высказанному в мае 2008 года, их количество «150 или более». По ряду оценок Израиль обладает полноценной «ядерной триадой» и является шестой ядерной державой мира.
3 августа 2007 года министр инфраструктуры Израиля Биньямин Бен-Элиэзер, выступая на встрече с инженерами в Герцлии, заявил: «Правительство Израиля приняло историческое решение о строительстве АЭС в Негеве». Если проект будет принят, то строительство электростанции будет завершено до 2015 года. Место для атомной электростанции было выделено правительством ещё в 1970-е годы. Стоимость строительства оценивается специалистами в 1,5-2 млрд $. По приблизительным оценкам, электростанция сможет обеспечить до 6 % потребности страны в электроэнергии к 2020 году. В июле 2009 года правительство Израиля обратилось к США с просьбой о помощи в строительстве станции.